# سوزانا فريل
سوزانا فريل (بالإسبانية: Susana Fraile)‏ مواليد 4 يوليو 1978 في إسبانيا، هي لاعبة كرة يد إسبانية. مثلت منتخب إسبانيا لكرة اليد للسيدات. شاركت في دورة الألعاب الأولمبية الصيفية سنة 2004.

## روابط خارجية
- سوزانا فريل على موقع الاتحاد الأوروبي لكرة اليد (الإنجليزية)
- سوزانا فريل على موقع اللجنة الأولمبية الدولية (الإنجليزية)
- سوزانا فريل على موقع أوليمبيديا (الإنجليزية)